# Предел упругости

3: Предел упругости.

Предел упругости (англ. Elastic limit) — свойство вещества, максимальное напряжение нагрузки, после снятия которой не возникает остаточных (пластических) деформаций. Применяется в теории упругости, сопротивлении материалов. В ГОСТ 2825-94 назван границей упругости.

## Описание
Предел упругости принято определять величиной напряжения при допускаемой малой деформации и, соответственно, измерять в паскалях.  
где σy — предел упругости[Па], FY [Н]— нагрузка, S0 [м2]— площадь образца при допускаемой остаточной деформации. У большинства тел предел упругости и предел пропорциональности совпадают. 
За пределом упругости график «напряжение/деформация» (деформационная кривая) отклоняется от прямой. Предел упругости существует как для деформации растяжения, так и при сжатии. В общем случае эти пределы различны и могут отличаться вдоль различных осей приложения нагрузки.Более того, выход за предел упругости при сжатии приводит к изменению предела упругости на растяжение и наоборот. Это явление называется эффектом Баушингера. 
Под действием длительной нагрузки твёрдое тело приобретает ползучесть (иначе текучесть) — пластические деформации при напряжениях внешней силы до предела упругости. Это явление характерно для пластов горных пород. 
При некоторых условиях превышающие предел упругости нагрузки приводят к увеличению последнего. Такое повышение называется наклёпом или упрочнением.